# Brexia madagascariensis
Brexia madagascariensis là một loài thực vật có hoa trong họ Dây gối. Loài này được (Lam.) Thouars ex Ker Gawl. mô tả khoa học đầu tiên năm 1823.

## Hình ảnh

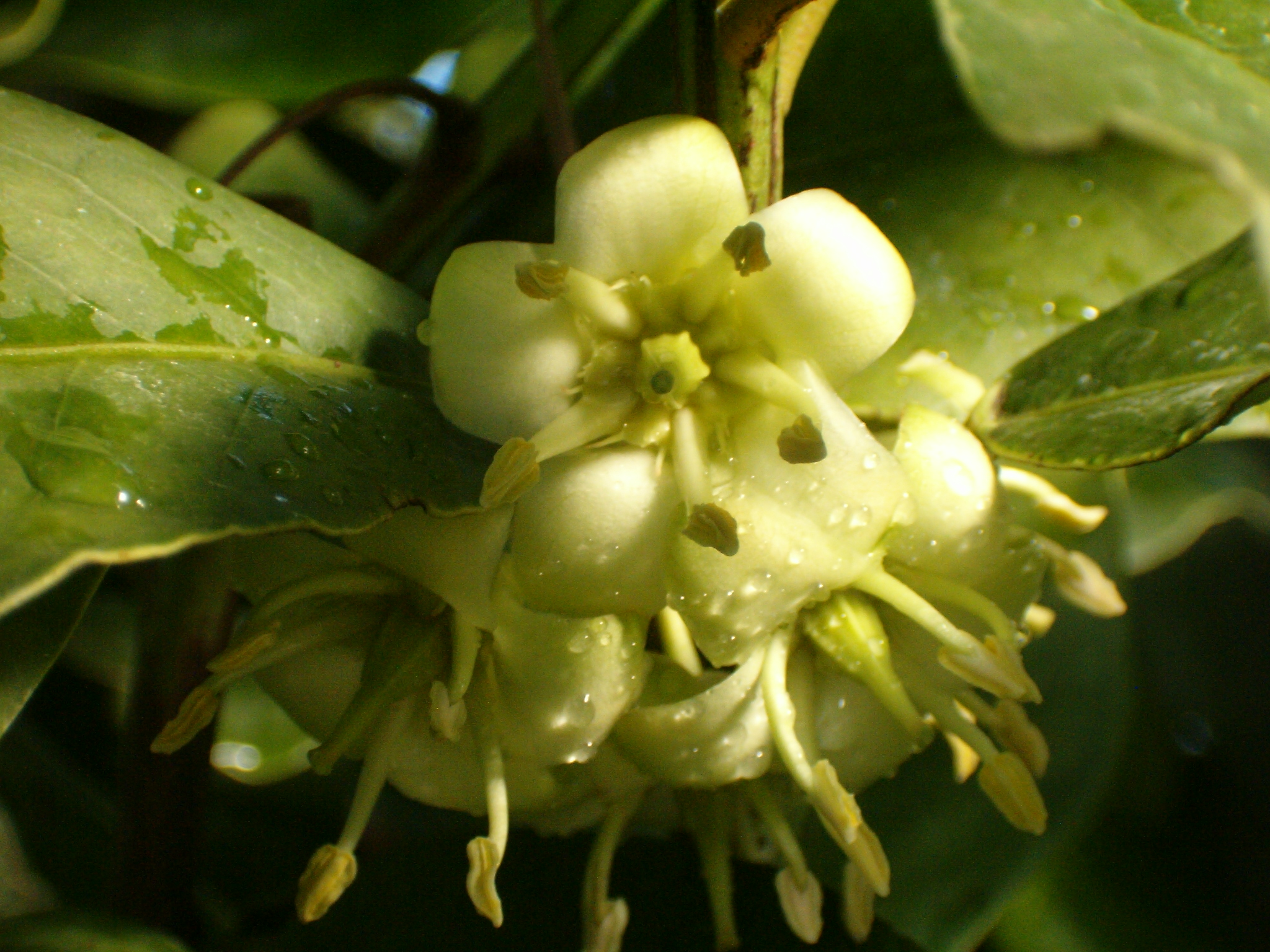
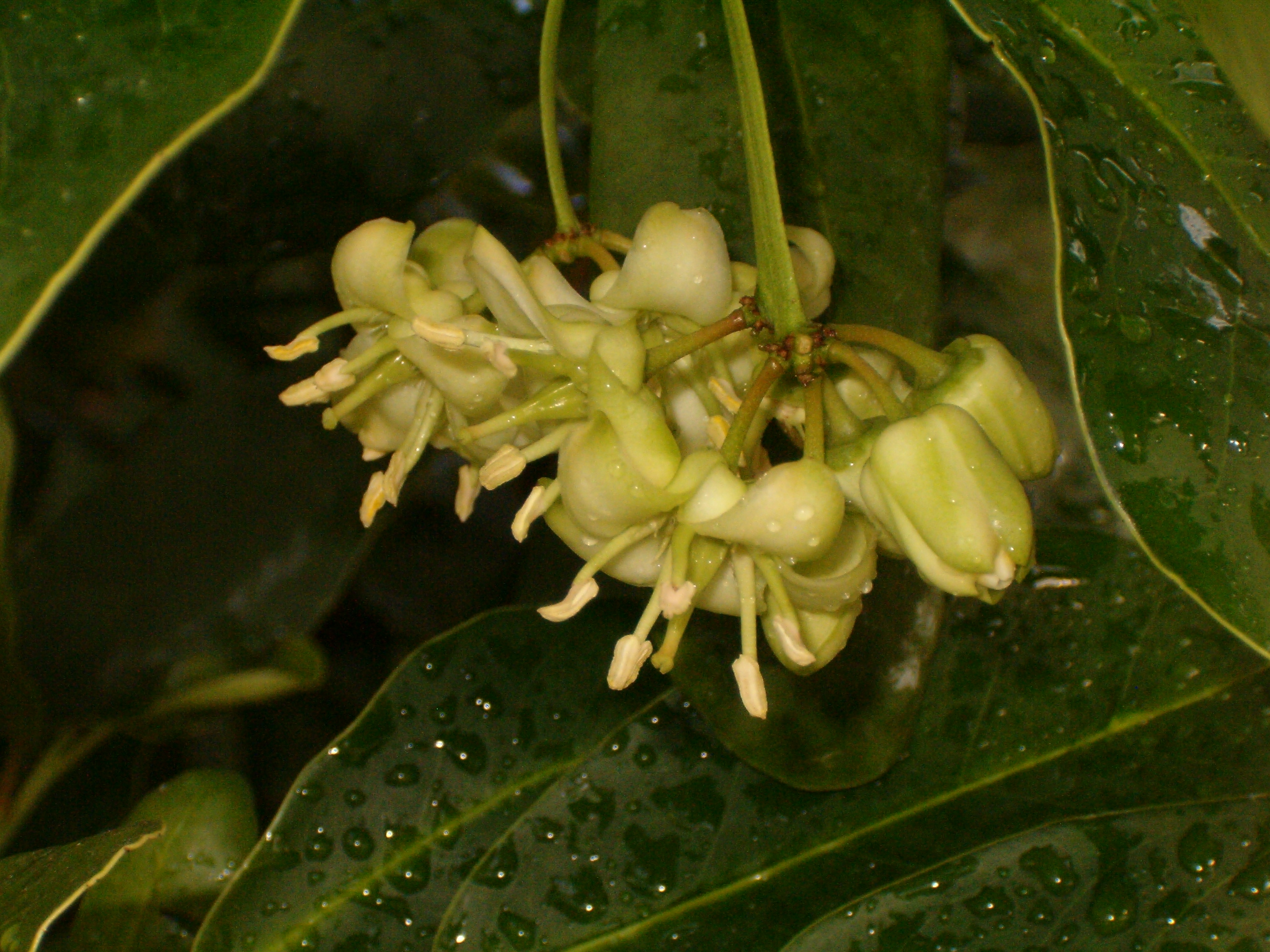
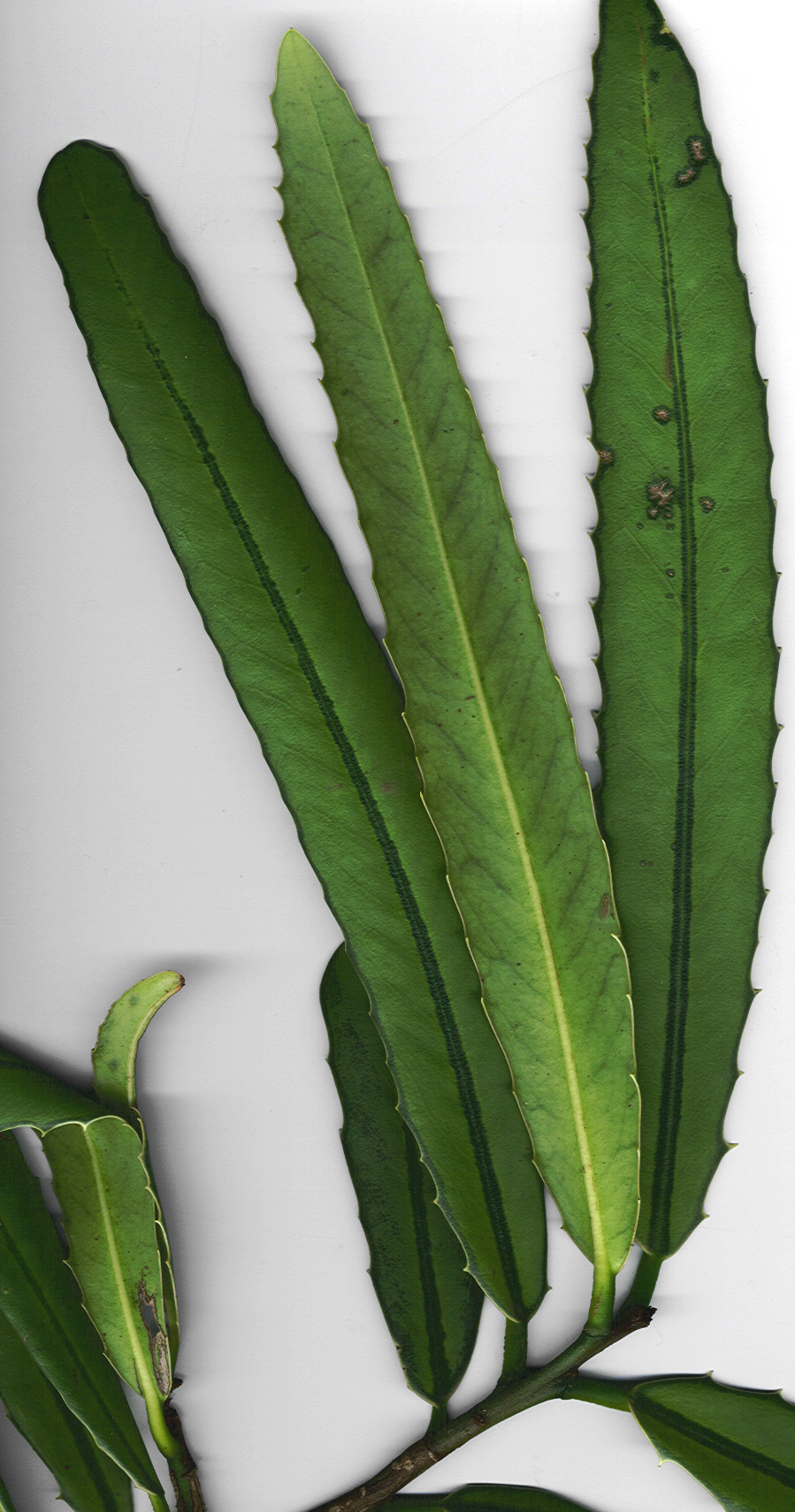
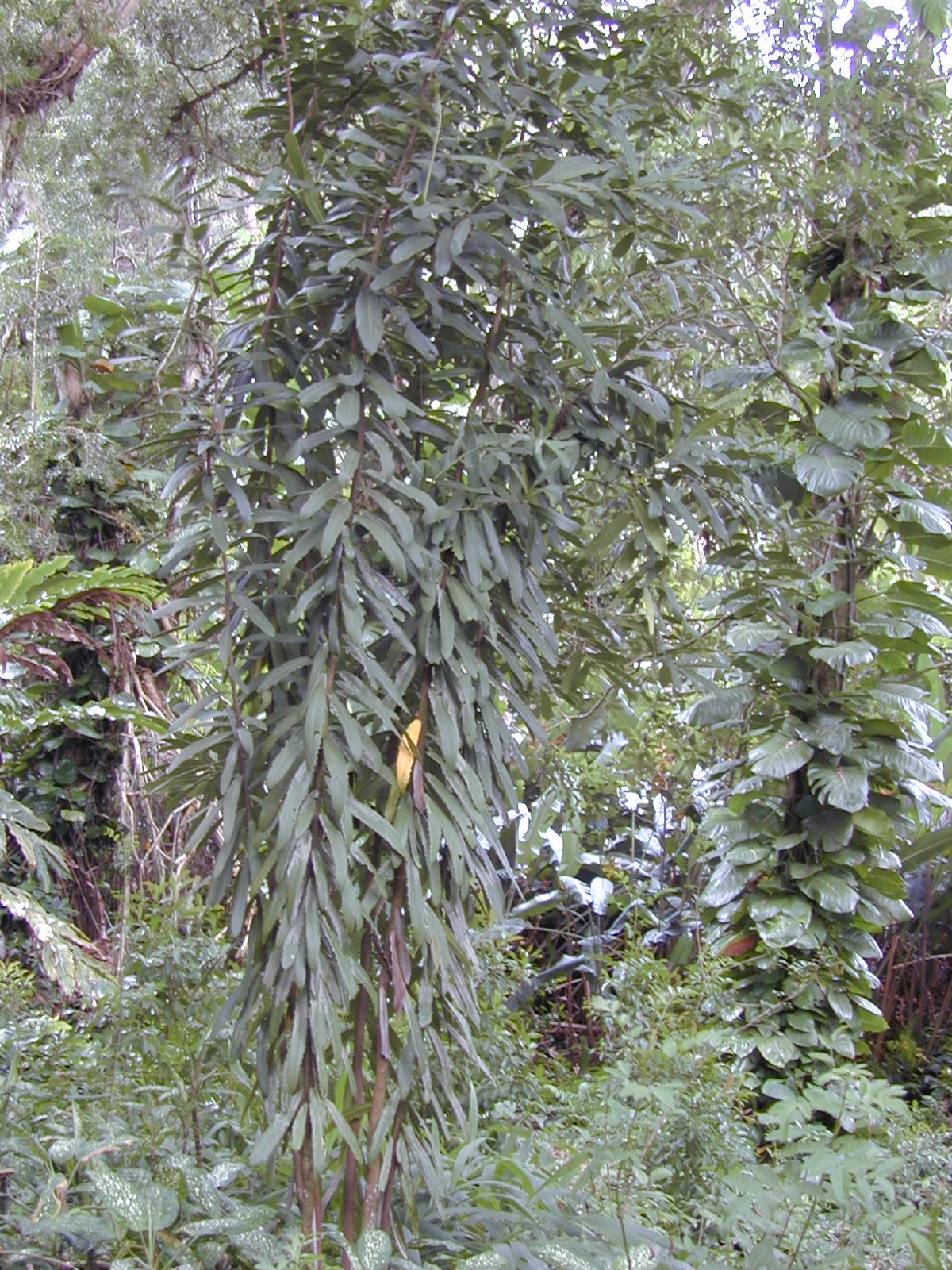